# Rudolph Feilding (9e comte de Denbigh)
Rudolph Robert Basil Aloysius Augustine Feilding, 9e comte de Denbigh, 8e comte de Desmond, (26 mai 1859 - 25 novembre 1939), titré vicomte Feilding de 1865 à 1892, est un pair et officier britannique.

## Biographie
Il est le fils aîné de Rudolph Feilding (8e comte de Denbigh) et de Mary Berkeley. Il succède à son père comme comte de Denbigh en 1892.
Il est lieutenant d'artillerie à la bataille de Tel el-Kebir, où il pose le canon d'artillerie à cheval qui frappe le troisième train sur la ligne là-bas et empêche la poursuite du retrait des Égyptiens.
Lord Denbigh est colonel commandant de la Honourable Artillery Company de 1903 jusqu'en 1933.
En mars 1902, Lord Denbigh est à la tête d'une mission envoyée par le gouvernement britannique pour féliciter le pape Léon XIII à l'occasion la 25e année de son pontificat.

## Vie privée
Le 24 septembre 1884, il épouse Cecilia Mary Clifford (1860-1919), fille de Charles Hugh Clifford, 8e baron Clifford de Chudleigh et de l'hon. Agnes Louisa Catherine Petre. Ils ont trois fils et sept filles: 
- Rudolph Edmund Aloysius Feilding, Vicomte Feilding (12 octobre 1885 - 10 janvier 1937)
- Hugh Cecil Robert Feilding (30 décembre 1886 - 31 mai 1916), tué à la bataille du Jutland
- Mary Alice Clara Feilding (31 mars 1888 - 1973), mariée à Cecil Dormer
- Dorothie Feilding (en) (6 octobre 1889-24 octobre 1935), épouse Charles O'Hara Moore
- Agnes Mary Mabel Feilding (13 septembre 1891 - 31 août 1938), religieuse
- Marjorie Mary Winifrede Feilding (4 septembre 1892-1979), épouse Edward Hanly en 1915 (divorcé en 1923), et se remarie avec Robert Arthur Heath en 1923
- Henry Simon Feilding (29 juin 1894 - 9 octobre 1917), tué à la bataille de Passchendaele
- Clare Mary Cecilia Feilding (23 novembre 1896 - 1966), mariée à Joseph Smyth-Pigott
- Elizabeth Mary Feilding (22 août 1899 - 19 ??), épouse Eric Sherbrooke Walker
- Victoria Mary Dolores Feilding (29 mars 1901 - 19 ??), épouse Walter Miles Fletcher

Veuf, le comte se remarie, le 12 février 1928 avec Kathleen Emmet, fille de Thomas Addis Emmet, de New York.